# 하이파구
하이파구(히브리어: מחוז חיפה, 아랍어: منطقة حيفا)는 이스라엘을 구성하는 6개 행정구 가운데 하나로, 행정 중심지는 하이파이며 인구는 996,300 명(2016년 기준), 면적은 864 km2이다.

## 같이 보기
- 이스라엘의 구
- 이스라엘의 도시 목록